# Gentianella vernicosa
Gentianella vernicosa är en gentianaväxtart som först beskrevs av Thomas Frederic Cheeseman, och fick sitt nu gällande namn av T.N. Ho och S.W. Liu. Gentianella vernicosa ingår i släktet gentianellor, och familjen gentianaväxter. Inga underarter finns listade i Catalogue of Life.